# Gulliver utazásai (film, 1960)
A Gulliver utazásai (eredeti cím: The 3 Worlds of Gulliver) 1960-ban bemutatott egész estés amerikai film, amely Jonathan Swift regénye alapján készült. A forgatókönyvet Arthur A. Ross írta, Jack Sher rendezte, a zenéjét Bernard Herrmann szerezte, a producere Charles H. Schneer volt. A Morningside Productions készítette, Columbia Pictures forgalmazta.
Amerikában 1960. december 16-án mutatták be a mozikban.

## Szereplők
- Kerwin Mathews – Dr. Lemuel Gulliver
- Jo Morrow – Gwendolyn
- June Thorburn – Elizabeth
- Lee Patterson – Reldresal
- Grégoire Aslan – Brobdingnag királya
- Basil Sydney – Lilliput császára
- Charles Lloyd Pack – Makovan
- Martin Benson – Flimnap
- Mary Ellis – Brobdingnag királynője
- Marian Spencer – Lilliput császárnője
- Peter Bull – Lord Bermogg
- Alec Mango – Lilliput minisztere
- Sherry Alberoni – Glumdalclitch